# Troisième conférence ministérielle de l'Organisation mondiale du commerce
La troisième conférence ministérielle de l'OMC s'est tenue du 30 novembre 1999 au 3 décembre 1999 à Seattle aux États-Unis. Cette conférence a induit d'importantes manifestations en parallèle de celle-ci. La conférence avait pour finalité de lancer un nouveau cycle de négociations qui aurait été nommé "cycle du millénaire". 

## Histoire
Seattle a été choisie comme ville candidate par les États-Unis en janvier 1999.
Les questions qui devaient être traitées durant la conférence ont commencé à être préparées en mai 1999 durant une réunion ministérielle à Budapest. Dès cette réunion, des divergences importantes sont marquées entre les différents États présents, divergences qui restent importantes dans les documents proposés pour les négociations de la conférence de Seattle. Le 30 novembre 1999, la Communauté européenne, divers pays européens ainsi que la Corée du Sud et le Japon publient une déclaration commune autour des positions de la Communauté européenne, notamment sur les questions liées aux biens agricoles.
Les États-Unis souhaitaient un approfondissement de l'accord sur les technologies de l'information, ainsi que de nouveaux accords sur les transactions financières, les marchés publics, la réduction des droits de douane sur les produits chimiques, énergétiques, les produits de la mer, le bois, le matériel médical et scientifique et les bijoux. Dans le même temps, ils sont opposés à un assouplissement de l'accord sur les aspects des droits de propriété intellectuelle qui touchent au commerce sur les médicaments essentiels et opposés à une réduction des droits de douane sur le textile. Les problématiques du droit à la concurrence, des garanties des investissements étrangers ont été mises en avant par l'Union européenne, ainsi que quelques autres membres comme le Japon, la Corée du Sud ou encore la Suisse, sans résultat,. Enfin les pays développés ont eu une position marquée contre l'intégration de nouvelles normes sociales, phytosanitaires et environnementales. Les pays en développement ont durant les négociations, crée une structure de négociation commune pour porter leurs revendications.
À la suite des manifestations altermondialistes ayant lieu autour de la conférence, et avec le soutien des États-Unis, la question du droit du travail est mise à l'ordre du jour de la conférence. Bill Clinton, président des États-Unis, a même fait une déclaration favorable au traitement du droit du travail dans la conférence. Le traitement de la question du droit du travail a induit de vives protestions au sein de délégations des États membres, sur la manière d'aborder la question via un groupe restreint, mais également de par la mainmise des États-Unis et des pays développés sur l'agenda.
Des questions environnementales sont abordées également dans la conférence, comme la réduction des droits de douane ou de subventions sur les produits forestiers ou les produits de la pêche, ou encore sur la question des biotechnologies. Le Protocole de Cartagena sur la prévention des risques biotechnologiques, signé 2 mois après, était par ailleurs en cours de discussions, ce qui ne permettait pas à la question d'être abordée sans interférence entre les deux instances. La question des subventions aux produits agricoles a également été abordée, avec d'un côté le groupe de Cairns, exportateur de denrées agricoles, favorable à leurs suppressions et de l'autre, les pays développés, notamment l'Union européenne et le Japon réticents ou opposés à cette suppression,. La question agricole est la seule problématique où les États membres se sont mis d'accord sur une déclaration commune durant la conférence. 
La question de la possibilité d'extension des règles de l'OMC aux secteurs de la culture, de la santé et de l'éducation, via le principe d'exception culturelle, a plus globalement fait débat durant la conférence ou en parallèle. Les manifestations ont regroupé près de 40 000 personnes qui s'opposaient à la conférence notamment pour protester notamment contre le libre-échange, les dégradations de l'environnement ou encore le travail des enfants. La conférence est considérée comme un échec, de par les divergences dans les négociations induisant l'absence de relance de nouveaux cycles de négociations et de par l'ampleur des manifestations.